# Dedrick Gobert
Dedrick D. Gobert, eigentlich Dedrick Dwayne Fontenot (* 25. November 1971 in Louisiana, USA; † 19. November 1994 in Mira Loma, heute Jurupa Valley, Kalifornien, USA), andere Pseudonyme V-Dub, oder Nympho, war ein US-amerikanischer Schauspieler. 
Dedrick Gobert hat in Inglewood gewohnt. Seine erste Filmrolle hatte er im Alter von 19 Jahren in dem Film Boyz n the Hood – Jungs im Viertel. In Poetic Justice (1993) spielte er eine weitere Nebenrolle. Sein letzter Film war Higher Learning 1995.
Gobert bestritt illegale Straßenrennen in Los Angeles, Kalifornien. 
Am 19. November 1994 wurde Dedrick Gobert während einer Auseinandersetzung infolge eines illegalen Drag Races erschossen. Als Täter wurde Sonny Enraca zum Tode verurteilt.

## Filmografie (Auswahl)
- 1991: Boyz n the Hood – Jungs im Viertel (Boyz n the Hood)
- 1993: Poetic Justice
- 1995: Higher Learning – Die Rebellen (Higher Learning)